# Войвода
 Тази статия е за титлата.  За селото в Североизточна България вижте Войвода (село).  
Войвода е титла, носена през Средновековието от управител на град или малка област. Етимологията на думата идва от „вой“, съкратено от война, и „вода“ – водач. Давала се по време на война и не се наследявала. Главният военнокомандващ на царските войски се титулува Велик войвода и практически замества владетеля в командването на войската. Войводата е една от четирите основни класи в България, а именно: войводи, земеделци, занаятчии и търговци.
След покоряването на България от Османската империя титлата губи управленския си характер и се трансформира в наименование на участниците в националното освободително движение, които предвождат отряд (дружина, чета) в съпротива срещу османското владичество.
След XIV век титлата войвода е носена и от владетелите на Влашко и Молдова, както и на Трансилвания.
Във войските на Сърбия, Черна гора, Кралство на сърби, хървати и словенци и Кралство Югославия, войвода е офицерски чин който отговаря на чина маршал.
В Полша титлата „войвода“ (на полски: Wojewoda) се използва от Късното Средновековие за обозначаване на върховния ръководител на администрацията на войводство, т. е. на най-висшата териториално-административна единица. Воеводата е представител на Министерския съвет във воеводството (областта), ръководител на областната управа и изпълнява функцията на контролен орган над единиците на териториалното самоуправление (повяти и гмини). Той се назначава от полския министър-председател.

## Други
На войводите е наречена улица в квартал „Орландовци“ в София (Карта).